# 施瓦爾姆河
51°7′4″N 9°24′25″E / 51.11778°N 9.40694°E

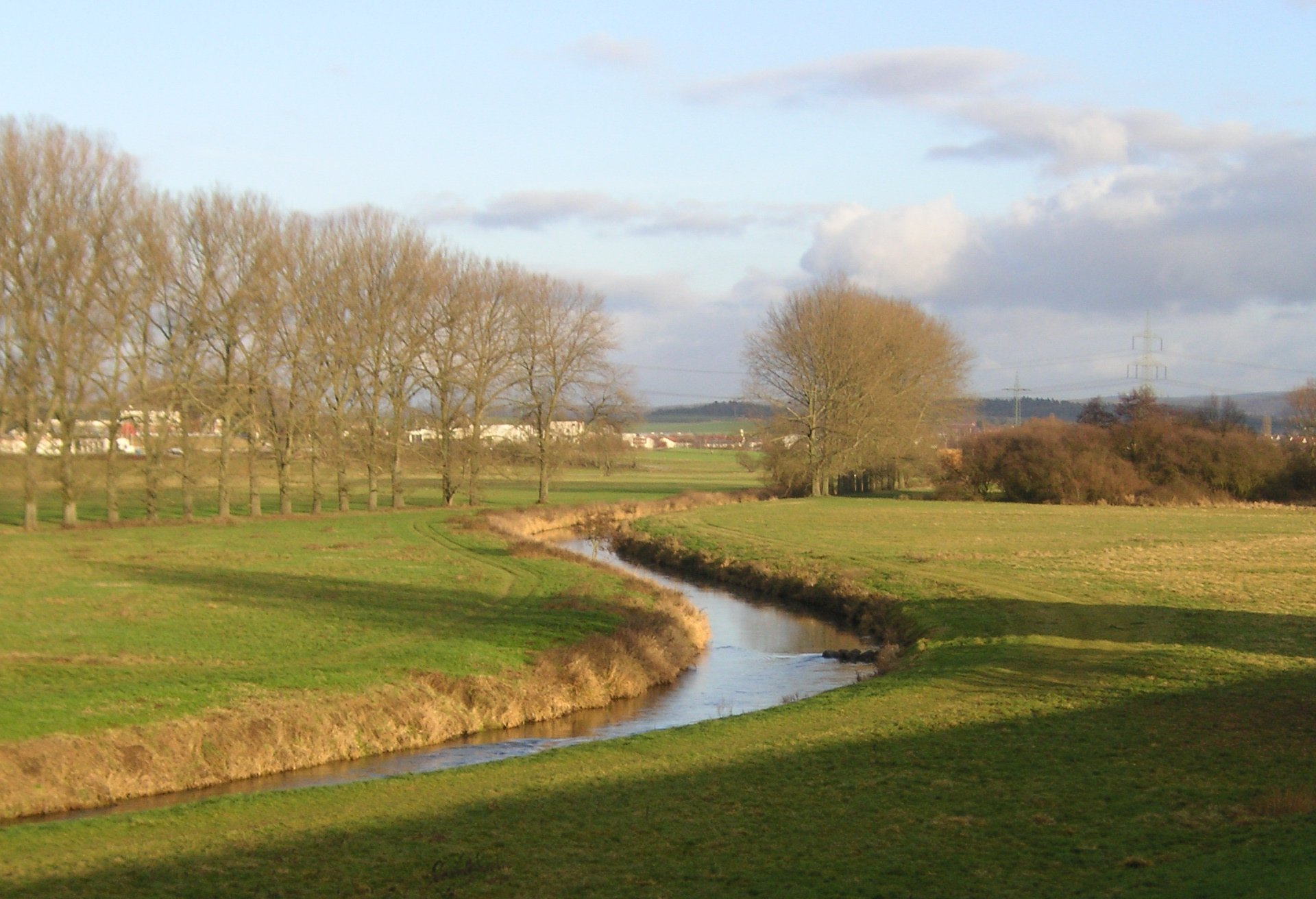

施瓦爾姆河（德語：Schwalm，發音：[ʃvalm]）是德國黑森州的河流，屬於埃德尔河的右支流，發源自福格爾斯山北部，流經阿尔斯费尔德、施瓦尔姆施塔特、博爾肯，河口處在瓦伯恩。